# Stazione meteorologica di Vipiteno
La stazione meteorologica di Vipiteno (in tedesco Wetterstation Sterzing) è la stazione meteorologica di riferimento per il servizio meteorologico regionale relativa alla località di Vipiteno.

## Coordinate geografiche
La stazione meteorologica si trova nell'area climatica dell'Italia nord-orientale, nel Trentino-Alto Adige, in provincia di Bolzano, nel comune di Vipiteno, a 948 metri s.l.m. e alle coordinate geografiche 46°53′N 11°26′E.

## Dati climatologici
In base alla media trentennale di riferimento (1961-1990), la temperatura media del mese più freddo, gennaio, si attesta a -2,0 °C; quella del mese più caldo, luglio, è di +17,8 °C.
Le precipitazioni medie annue si aggirano attorno ai 750 mm, mediamente distribuite in 97 giorni, con un accentuato minimo invernale, stagione in cui si verificano generalmente a carattere nevoso, ed un picco in estate, stagione in cui possono verificarsi frequenti temporali per il contrasto di diverse masse d'aria, favorito dalla vicinanza della catena alpina.
| Vipiteno            | Mesi | Mesi | Mesi | Mesi | Mesi | Mesi | Mesi | Mesi  | Mesi | Mesi | Mesi | Mesi | Stagioni | Stagioni | Stagioni | Stagioni | Anno  |
| Vipiteno            | Gen  | Feb  | Mar  | Apr  | Mag  | Giu  | Lug  | Ago   | Set  | Ott  | Nov  | Dic  | Inv      | Pri      | Est      | Aut      | Anno  |
| ------------------- | ---- | ---- | ---- | ---- | ---- | ---- | ---- | ----- | ---- | ---- | ---- | ---- | -------- | -------- | -------- | -------- | ----- |
| T. max. media (°C)  | 3,4  | 5,8  | 9,2  | 12,9 | 17,8 | 21,9 | 24,5 | 23,8  | 21,0 | 15,7 | 8,0  | 3,6  | 4,3      | 13,3     | 23,4     | 14,9     | 14,0  |
| T. min. media (°C)  | −7,3 | −5,1 | −1,6 | 1,9  | 6,0  | 9,1  | 11,0 | 10,5  | 7,5  | 2,8  | −2,0 | −6,4 | −6,3     | 2,1      | 10,2     | 2,8      | 2,2   |
| Precipitazioni (mm) | 31,5 | 31,1 | 35,0 | 52,8 | 82,1 | 88,7 | 99,3 | 111,9 | 76,9 | 57,3 | 64,3 | 36,6 | 99,2     | 169,9    | 299,9    | 198,5    | 767,5 |
| Giorni di pioggia   | 5    | 5    | 6    | 8    | 11   | 12   | 10   | 12    | 8    | 7    | 7    | 6    | 16       | 25       | 34       | 22       | 97    |